# Quezon (Nueva Ecija)
Quezon ist eine philippinische Stadtgemeinde in der Provinz Nueva Ecija. Sie hat 40.592 Einwohner (Zensus 1. August 2015).

## Baranggays
Quezon ist administrativ unterteilt in 16 Baranggays.
| - Bertese - Doña Lucia - Dulong Bayan - Ilog Baliwag - Barangay I (Pob.) - Barangay II (Pob.) - Pulong Bahay - San Alejandro | - San Andres I - San Andres II - San Manuel - Santa Clara - Santa Rita - Santo Cristo - Santo Tomas Feria - San Miguel |